# CACI
CACI International, Inc. ist eine private US-amerikanische Militärfirma mit Firmensitz in Arlington, Virginia. Das Unternehmen wurde 1962 als California Analysis Center, Inc. gegründet, 1967 in Consolidated Analysis Centers, Inc. und 1973 in CACI, Inc. umbenannt, bevor es 1985 seinen jetzigen Namen erhielt.
CACI International, Inc. wurde von Herb Karr und Harry M. Markowitz gegründet, um die Simulationsprogrammiersprache SIMSCRIPT zu vermarkten. Das Unternehmen ist in zwei Unternehmensbereiche auf geteilt: CACI Federal ist für Geschäfte mit der öffentlichen Hand in den USA zuständig, während CACI, Ltd. Konsumenten- und Marktstudien in Großbritannien anbietet, beispielsweise ACORN. Die Hauptgeschäftsbereiche sind:
- Ingenieur- und Logistikleistungen
- Wissensmanagement
- Betrieb von Computernetzwerken und Beratung bei Outsourcingmaßnahmen
- Unternehmensanwendungsintegration

## Mitbeteiligung am Folterskandal von Abu Ghraib
CACI-Mitarbeiter waren 2003 als Befrager im US-Gefängnis Abu Ghraib im Irak eingesetzt. Zwei Untersuchungsberichte der US-Armee kamen zu dem Schluss, dass CACI-Leute an Misshandlungen beteiligt waren.
Doch CACI betont auf seiner Homepage, sich im Irak nichts zuschulden kommen gelassen zu haben und „stolz zu sein auf seine Arbeit im Irak und seine anderen Bemühungen im Krieg gegen den Terrorismus“.
CACI-Gründer und heutiger CEO J. Phillip London sieht sich in einer Schlacht „gegen falsche und böswillige Berichte tobender Medien“, die „die engagierten Mitarbeiter des Unternehmens und dessen ausgezeichneten Ruf aufs Spiel setzten“, und verbleibt „in Ehren mit erhobenem Kopf“.
Von Kritikern wird CACI gerne als „Colonels and Captains, Inc.“ oder „Captains and Commanders, Inc.“ bezeichnet. Damit soll auf die häufigen Wechsel von ranghohen Militärs in das Unternehmen hingewiesen werden. 
Ein Mitarbeiter von CACI wurde 2004 in einem Bericht über die Misshandlungen im irakischen Abu-Ghuraib-Gefängnis erwähnt, aber später als unbeteiligt entlastet.
Am 12. November 2024 sprach ein Bundesgericht  CACI  für seine Mitwirkung bei der Folterung irakischer Männer im Gefängnis von Abu Ghuraib in den Jahren 2003–2004 für haftbar und verpflichtete es zur Zahlung von 3 Millionen Dollar Schadensersatz für jeden der drei Kläger sowie jeweils 11 Millionen Dollar Strafschadensersatz, insgesamt also 42 Millionen Dollar. CACI beteuert weiterhin, nicht verantwortlich zu sein, und kündigte Berufung gegen das Urteil an.

## US-Staatsaufträge
Die US-Geheimdienste vergeben diverse Aufgaben, z. B. zur nachrichtendienstlichen Überwachung, an private Firmen. Im Jahr 2013 erhielten so die wichtigsten Unternehmen, unter anderem CACI, für ihre Arbeit für die amerikanischen Geheimdienste annähernd 190 Milliarden US-Dollar, was etwa 70 % des gesamten Geheimdienstvolumens ausmachen soll. Viele Unternehmen konnten durch die US-Staatsaufträge nach dem 11. September 2001 ihre Umsätze vervielfachen.
| Name des Unternehmens            | Name des Unternehmens                          | Anzahl Mitarbeiter (% mit Sicherheitsüberprüfung) | Anteil der US-Staatsaufträge an allen Aufträgen | Umsatz 2013 in Mrd. US-Dollar    | Umsatzwachstum seit 2001         |
| Generell beauftragte Unternehmen | Generell beauftragte Unternehmen               | Generell beauftragte Unternehmen                  | Generell beauftragte Unternehmen                | Generell beauftragte Unternehmen | Generell beauftragte Unternehmen |
| -------------------------------- | ---------------------------------------------- | ------------------------------------------------- | ----------------------------------------------- | -------------------------------- | -------------------------------- |
|                                  | Booz Allen Hamilton                            | 24.500 (75 %)                                     | 99 %                                            | 05,9                             | +504 %                           |
|                                  | Computer Sciences Corporation                  | 90.000 (unbekannt)                                | 34 %                                            | 15,0                             | +043 %                           |
|                                  | Science Applications International Corporation | 39.600 (unbekannt)                                | 85 %                                            | 11,2                             | +200 %                           |
|                                  | L-3 Communications                             | 51.000 (unbekannt)                                | 76 %                                            | 13,1                             | +560 %                           |
| Rüstungsunternehmen              |                                                |                                                   |                                                 |                                  |                                  |
|                                  | General Dynamics                               | 92.200 (unbekannt)                                | 66 %                                            | 31,5                             | +262 %                           |
|                                  | Lockheed Martin                                | 120.000 (>50 %)                                   | 82 %                                            | 47,2                             | +197 %                           |
|                                  | Northrop Grumman                               | 68.100 (unbekannt)                                | 90 %                                            | 28,1                             | +207 %                           |
|                                  | Raytheon                                       | 67.800 (unbekannt)                                | 73 %                                            | 24,4                             | +045 %                           |
| Dienstleistungsunternehmen       |                                                |                                                   |                                                 |                                  |                                  |
| 0                                | Abraxas                                        | 7.900 (unbekannt)                                 | 50 %                                            | 01,4                             | unbekannt                        |
|                                  | CACI                                           | 15.000 (50 %)                                     | 94 %                                            | 03,8                             | +675 %                           |
|                                  | DynCorp                                        | 29.000 (unbekannt)                                | 97 %                                            | 4,0                              | unbekannt                        |
| 0                                | ManTech                                        | 9.700 (>70 %)                                     | 99 %                                            | 2,6                              | +599 %                           |